# Nunatsiavut
Nunatsiavut (Inuktitut: ᓄᓇᑦᓯᐊᕗᑦ, la nostra bella terra) és una àrea autònoma reivindicada pels inuits a Terranova i Labrador, Canadà. L'àrea d'assentament inclou un territori a Labrador que s'estén fins a la frontera amb el Quebec. L'any 2002, la Labrador Inuit Association va presentar una proposta d'autonomia limitada al govern de Terranova i Labrador. La constitució es va ratificar l'1 de desembre de 2005, moment en què l'Associació Inuit de Labrador va deixar d'existir i es va establir el nou govern de Nunatsiavut, que inicialment era responsable de la salut, l'educació i els afers culturals. També és responsable d'establir i dur a terme les eleccions, la primera de les quals es va executar l'octubre de 2006. El 4 de maig de 2010 es va celebrar una elecció per als membres ordinaris de l'Assemblea de Nunatsiavut. L'Assemblea de Nunatsiavut es va dissoldre el 6 d'abril en preparació per a les eleccions. Les seves llengües oficials són l'anglès i l'inuttitut.